# Местякен (Нямц)
Местякен (рум. Mesteacăn) — село у повіті Нямц в Румунії. Входить до складу комуни Ікушешть.
Село розташоване на відстані 275 км на північ від Бухареста, 50 км на схід від П'ятра-Нямца, 56 км на південний захід від Ясс.

## Населення
За даними перепису населення 2002 року у селі проживали 418 осіб, усі — румуни. Усі жителі села рідною мовою назвали румунську.